# Ревуцкий, Никонор Семёнович
Никонор Семёнович Ревуцкий (1903—1977) — майор Советской Армии, участник Великой Отечественной войны, Герой Советского Союза (1945).

## Биография
Никонор Ревуцкий родился 23 марта 1903 года в Одессе в семье рабочего. Окончил неполную среднюю школу.
С 1929 году в КП(б)У.
Участник коллективизации сельского хозяйства. В 1937 году вернулся в родной город, работал парторгом на предприятии.
В январе 1942 года добровольно пошёл на службу в Рабоче-крестьянскую Красную Армию. С февраля 1942 года — на фронтах Великой Отечественной войны.
В 1944 году окончил Московское военно-политическое училище.
К январю 1945 года капитан Никонор Ревуцкий был заместителем по политической части командира 1285-го стрелкового полка 60-й стрелковой дивизии 47-й армии 1-го Белорусского фронта.
Отличился во время освобождения Польши. 16 января 1945 года во главе батальона Ревуцкий переправился через Вислу в районе города Новы-Двур-Мазовецки, проявил личную отвагу в боях по захвату и расширению плацдарма на её западном берегу, после чего удерживал плацдарм до переправы основных сил.
Указом Президиума Верховного Совета СССР от 6 апреля 1945 года за «мужество, отвагу и героизм, проявленные в борьбе с немецкими захватчиками» капитан Никонор Ревуцкий был удостоен высокого звания Героя Советского Союза.
В 1946 году в звании майора Ревуцкий был уволен в запас. Проживал и работал в Одессе.
Скончался 9 декабря 1977 года, похоронен в Одессе, на 2-м Христианском кладбище.

## Государственные награды
- медаль «Золотая Звезда»[1] (№ 5713)[2]
- орден Ленина[1][2]
- ордена Отечественной войны 1-й и 2-й степени[1][2]
- медали[1][2]

## Память
- после смерти Н. С. Ревуцкого на здании Одесского завода "Большевик" была установлена мраморная мемориальная доска с надписью "На заводе "Большевик" в 1931 - 1941 и в 1955 - 1963 годах работал Герой Советского Союза Никанор Семёнович Ревуцкий /1903 - 1977/"[3]